# Hildegard Simmen-Schmid
Pour les articles homonymes, voir Simmen et Schmid.
Hildegard Simmen-Schmid, née le 30 septembre 1933 à Bütschwil (originaire de Schlatt-Haslen, puis d'Andermatt) et morte le 9 août 1989 à Schattdorf, est une personnalité politique suisse, membre du Parti démocrate-chrétien.
Elle est la première femme députée au Landrat du canton d'Uri et juge au Tribunal cantonal uranais.

## Biographie

### Origine et famille
Hildegard Schmid naît le 30 septembre 1933 à Bütschwil, dans le canton de Saint-Gall. Elle est originaire du district de Schlatt-Haslen, dans le canton d'Appenzell Rhodes-Intérieures, puis d'Andermatt, dans le canton d'Uri,.
Elle est la benjamine d'une fratrie de cinq enfants. Son père, Johann Josef Schmid, est maître verrier ; sa mère est née Martha Bruggmann.
Elle épouse en 1957 Leopold Simmen, cuisinier, avec lequel elle a deux fils.

### Formation
Hildegard Schmid effectue sa scolarité obligatoire à Bütschwil, suivie de l'école ménagère et, à l’âge de 15 ans, d'un séjour linguistique en Suisse romande. Elle fait ensuite une formation de cuisinière et achève son apprentissage de responsable de salle et de buffet par un certificat fédéral de capacité en restauration.

### Parcours professionnel
Hildegard Simmen-Schmid tient d'abord un restaurant avec son mari à Zurich. En 1960, ils s'installent à Altdorf, dans le canton d'Uri. Ils y reprennent l'hôtel Wilhelm Tell, dont ils assurent la gestion jusqu'en 1975. Le couple, connu au-delà du chef-lieu uranais pour la qualité de sa cuisine et de son accueil, s’occupe ensuite de l'hôtel Klausenpass à Unterschächen, dans le même canton, pendant sept ans, durant les mois d'été.

## Parcours politique
En mars 1972, onze mois après après l’introduction du suffrage féminin au niveau fédéral, les femmes obtiennent le droit de vote dans le canton d'Uri,. Hildegard Simmen-Schmid est élue quelques semaines plus tard, le 7 mai 1972, députée d’Altdorf au Landrat du canton d'Uri. Membre du Parti démocrate-chrétien, elle reste jusqu’à son retrait en 1983 la seule femme du parlement cantonal. Elle y préside par ailleurs son groupe parlementaire à partir de 1981.
Toujours à la recherche de compromis et de solutions, elle est appréciée au-delà de son parti. Défendant les droits des femmes, en particulier le droit pour les jeunes femmes à bénéficier d'une solide formation, elle est l'une des fondatrices en 1983 d'un atelier de couture (toujours en activité au XXIe siècle), qui permet d'obtenir un diplôme dans la confection. Elle est en outre l'une des figures les plus importantes de la section uranaise de la Ligue suisse de femmes catholiques, qui la nomme membre d'honneur en reconnaissance de son grand engagement social et politique.
Première femme invitée à prononcer le discours de la fête nationale sur le Grütli en 1975, année internationale de la femme, Hildegard Simmen-Schmid est également, en 1983, la première femme élue au Tribunal cantonal uranais.

### Maladie et mort
Contrainte à la démission en 1987 pour raisons de santé, elle succombe à la maladie deux ans plus tard, dans la matinée du 9 août 1989, à Schattdorf, dans le canton d'Uri, à l'âge de 55 ans.